# World War Z. La guerra mondiale degli zombi
World War Z. La guerra mondiale degli zombi (World War Z: An Oral History of the Zombie War) è un romanzo horror fantascientifico postapocalittico del 2006 di Max Brooks.
È la seconda opera letteraria di Brooks sull'argomento zombie, successiva a Manuale per sopravvivere agli zombi (The Zombie Survival Guide) del 2003.
Dalla prospettiva del singolo individuo, e della narrazione, il libro è considerato un romanzo epistolare, poiché la trama è presentata dalle varie interviste sulle vicissitudini delle persone incontrate.
Dal romanzo è stato tratto il film del 2013 World War Z e un videogioco nel 2019.

## Trama
Il romanzo descrive un'immaginaria pandemia globale causata da un patogeno sconosciuto di cui non è possibile risalire a un'origine certa che trasforma miliardi di esseri umani in lente ma inarrestabili macchine di morte chiamate "zombi" che nel giro di pochi anni portano l'umanità sull'orlo dell'estinzione.
Attraverso una serie di interviste orali, Brooks, un agente della Commissione Dopoguerra dell'ONU, descrive la storia di "World War Z". Malgrado l'origine della pandemia sia sconosciuta, la storia inizia in Cina, dove un bambino diventa paziente zero dopo essere stato morso durante un'immersione illegale per reali persi dalla popolazione nativa della valle delle Tre Gole dopo la fondazione dell'omonima diga. A questo punto, il governo cinese tenta di contenere l'infezione, inscenando una crisi con Taiwan per nascondere le loro attività. L'infezione si espande in altri Stati attraverso il mercato nero degli organi e dai rifugiati, prima che un'epidemia porti la malattia all'attenzione pubblica in Sudafrica.
Mentre l'infezione si diffonde, Israele abbandona i territori palestinesi, e inizia una quarantena a livello nazionale, chiudendo i suoi confini a tutti tranne agli ebrei e ai palestinesi non infetti e neutralizza una rivolta ultra-ortodossa. Pakistan e Iran si annientano in una guerra nucleare, dopo che il governo iraniano aveva cercato di bloccare l'afflusso di rifugiati pakistani nel suo territorio. Gli Stati Uniti fanno poco per prepararsi, a causa della fiducia mal riposta nelle loro capacità di affrontare le emergenze e perché viene approntato un vaccino contro l'agente patogeno che però si rivela una truffa ordita da uno speculatore. Intanto in Russia i soldati dell'esercito commettono ammutinamento di fronte all'orrore dell'epidemia e vengono repressi dai reparti deviati delle forze speciali e dei servizi segreti che tramano un putsch nazionalista attuando l'antica pratica romana della decimazione sui ribelli per costringerli di nuovo all'obbedienza.
Dopo la perdita di New York, le forze armate americane richiamano in patria tutto il personale e i mezzi impegnati all'estero in Medio Oriente e nei paesi alleati e cominciano un'operazione difensiva ad alto profilo a Yonkers, nelle vicinanze di New York facendo assistere tutte le testate giornalistiche nazionali e straniere presenti come dimostrazione di forza soprattutto nei confronti dei propri cittadini. L'idea è infatti quella di riguadagnare fiducia nella popolazione e "tranquillizzarla", in maniera tale da permettere al governo federale di riprendere in mano la situazione. Purtroppo i militari usano le tattiche della guerra fredda, con fanteria pesante, artiglieria anticarro, mine, bombardieri e tattiche di guerra psicologica ma questi mezzi si dimostrano inefficaci contro gli zombi, incapaci di sentire la paura e privi dell'istinto di sopravvivenza e che possono essere fermati solo se colpiti alla testa. I soldati perdono la battaglia in diretta televisiva, dando effettivamente inizio a ciò che verrà chiamato "Grande Panico", mentre altre nazioni soffrono sconfitte analoghe e la civiltà umana si avvicina al collasso.
In Sudafrica, il governo locale adotta un piano formulato da un ex-ufficiale dell'epoca dell'apartheid, di nome Paul Redeker, che richiede la fondazione di santuari nei quali salvare solo i funzionari governativi e l'élite della società e di lasciare il resto della popolazione entro zone specificamente pensate per distrarre i morti viventi, dando tempo al governo di riorganizzarsi. Questa odiosa ma necessaria pratica viene presto implementata anche dalle altre nazioni, come la Germania il cui esercito è costretto ad abbandonare i civili al loro destino oppure l'Ucraina dove il governo bombarda la capitale, uccidendo soldati e civili col gas nervino, per identificare "facilmente" i portatori ancora viventi del virus Solanium (le truppe mandate a cercare di controllare la popolazione civile in fuga dall'infezione non hanno infatti né l'attrezzatura adatta, né tantomento il tempo materiale per effettuare lo screening dei rifugiati. Utilizzando i gas, le persone già infette dal virus "risorgono" prontamente, permettendo ai soldati di distruggerli). Altri Stati invece ricollocano le loro popolazioni in territori più sicuri come, per esempio, il governo giapponese che manda tutti i suoi cittadini a Sachalin e in Kamčatka. 
Visto che gli zombi si congelano completamente nel freddo, facendo seguito a una massiccia campagna sui media operata dal governo, molti civili nel Nord America scappano nelle zone selvagge del Canada del Nord e nell'Artico, dove circa 11 milioni di persone muoiono di stenti e di ipotermia (i più, essendo partiti allo sbaraglio, senza ricevere da alcuna autorità nessuna informazione sulla vita nei climi artici, si trovano totalmente impreparati anche nell'affrontare la normale vita quotidiana) costringendo molti dei superstiti a darsi al cannibalismo. Nelle zone sotto controllo umano viene notato un nuovo disturbo mentale tra i civili chiamato Quisling: alcune persone sono letteralmente incapaci di opporsi a un'invasione e per questo adottano subito le usanze dei conquistatori, in questo caso i soggetti impazziscono e si comportano come zombi aggredendo gli umani o ingaggiando scontri corpo a corpo con i veri zombi aumentando il falso mito del vaccino e la falsa credenza che gli zombi lottino anche tra di loro. In alcuni paesi europei come la Francia e il Regno Unito gli umani sopravvivono nascondendosi e combattendo nelle antiche catacombe e nei sotterranei delle grandi città come Parigi o rifugiandosi nei numerosi castelli medievali. I tre astronauti rimasti sulla Stazione spaziale internazionale (rimasti completamente isolati a causa la perdita delle basi di lancio in tutto il mondo) sopravvivono alla guerra recuperando le provviste di una stazione spaziale cinese e mantengono operativi alcuni satelliti militari e civili per le comunicazioni utilizzando varie navicelle attaccate all'ISS. Il mantenimento in funzione dei satelliti si rivela fondamentale per lo sforzo bellico, ma il costo è molto alto: avendo necessariamente passato in orbita molto più tempo rispetto ai parametri di sicurezza, gli astronauti hanno perso troppa massa muscolare e densità ossea. Quando finalmente possono essere riportati sulla Terra, riescono a sopravvivere solamente per qualche tempo: ciononostante, questo sacrificio viene loro riconosciuto in pieno.
Gli Stati Uniti spostano la capitale a Honolulu, Hawaii e stabiliscono delle zone sicure a ovest delle Montagne Rocciose trascorrendo la maggior parte del decennio successivo a eradicare l'epidemia nella regione. Tutti gli aspetti della vita civile sono concentrati nel sostenere la guerra contro gli zombi: benzina e cibo sono razionati, viene diffusa la pratica della coltivazione di orti privati, vengono costituite ronde di pattuglie locali per prevenire focolai di infezione e tutti i possessori di un'abitazione devono ospitare una certa quota di rifugiati. Il governo americano comincia anche un "Atto di Ri-educazione" per addestrare la popolazione civile alla guerra che consiste tra le varie cose in corsi obbligatori di economia e manutenzione domestica e nell'umiliazione pubblica dei criminali per ristabilire l'ordine sociale e non far ricorso alla pena capitale e all'esilio dei criminali nei territori infestati dagli zombi onde evitare la formazione di eserciti di banditi e di signori della guerra. In questo periodo vengono costituite anche speciali unità cinofile utilizzando le grandi quantità di cani domestici abbandonati durante il Grande Panico per combattere gli zombi in territorio nemico.
Sette anni dopo l'inizio dell'epidemia, si svolge una conferenza nei pressi della costa hawaiana, sulla USS Saratoga, dove la maggioranza dei capi mondiali affermano di poter sopravvivere all'epidemia restando nelle zone sicure. Tuttavia il presidente degli Stati Uniti sostiene che la soluzione ideale è attaccare e non condannare l'umanità a vivere rintanata nel terrore per secoli e ciò segna l'inizio ufficiale della “Guerra Mondiale Z”. Determinate a fare da esempio, le forze armate americane rimpiazzano i fucili mitragliatori e i carri con armi semi-automatiche, mostrando enfasi sulla precisione della mira e il risparmio di pallottole. Viene sviluppata una vanga leggera per le trincee utilizzabile anche come arma bianca chiamata "Lobotomizzatore" o "Lobo" per gli incontri più ravvicinati. Diviso in tre gruppi (nord, centrale, e sud), l'esercito americano attraversa il continente in una campagna di tre anni, distruggendo sistematicamente gli zombi e reclamando gli avamposti dei superstiti. I fucili mitragliatori e i carri armati sono usati solo per il combattimento urbano o per riprendere zone secessioniste, come quelle nelle Black Hills.
Dieci anni dopo la fine ufficiale della guerra contro gli zombi, milioni di morti viventi sono ancora attivi, soprattutto sotto il mare o nelle zone artiche. Dopo una fine pacifica del regime comunista voluta dal presidente Castro, una Cuba democratica è diventata il paese con l'economia più vivace del mondo e la capitale della finanza internazionale. Anche la Cina si è democratizzata dopo un conflitto interno cominciato negli anni della guerra con il crollo della Diga delle Tre Gole e terminata con un gruppo di marinai ribelli che distruggono i loro leader tramite missili balistici lanciati da un sottomarino.
Il Tibet, ormai libero, ha nella propria capitale Lhasa la città più popolata del mondo.
Dopo una rivoluzione religiosa, la Federazione Russa è rinata come una teocrazia fascista e monarchica con il nome altisonante di "Sacro Impero Russo" e da inizio contemporaneamente a una campagna militare per la riconquista delle ex-repubbliche sovietiche e a un programma di ripopolamento forzato costringendo le poche donne ancora fertili a portare in grembo i figli di ufficiali fedeli al nuovo regime.
L'Islanda è diventata totalmente spopolata e rimane la regione più infestata di zombi del mondo. L'intera popolazione della Corea del Nord è scomparsa, praticamente dalla sera alla mattina, e si presume sia nascosta sotto terra nei bunker. Ogni tentativo di investigare cosa realmente sia successo all'intera popolazione nord coreana viene prontamente bloccato dal governo democratico del Sud per paura di scoprire che in realtà il complesso di bunker sotterranei nei quali si è rifugiato il Nord sia pieno di zombi.
Nel testo si insinua che l'Irlanda sia finalmente riunificata, dato che non c'è più distinzione tra Irlanda del Nord e la Repubblica di Irlanda, mentre si accenna al fatto che il Messico si è ribattezzato Aztlán (nome dell'antico regno mitologico da dove, secondo i miti, discenderebbe la civiltà azteca) e che siano tornate in auge le antiche pratiche religiose pre-colombiane.
Il Regno Unito esporta petrolio da una riserva sotto il Castello di Windsor. Gli israeliani e i palestinesi, riappacificatisi, fondano una nuova "Palestina Unificata".
Il Giappone grazie all'opera di due improbabili eroi, un vecchio reduce cieco e un giovane otaku (che per anni hanno vagato nella desolazione della madrepatria uccidendo non-morti) ora ha di nuovo un esercito nazionale dopo lo scioglimento permanente del vecchio Esercito Imperiale Giapponese imposto dagli Stati Uniti dopo la seconda guerra mondiale.
Le riserve petrolifere nell'Arabia Saudita sono state distrutte e nel Pacifico milioni di rifugiati di ogni nazione dopo essere fuggiti con ogni natante possibile e immaginabile hanno creato una nuova civiltà meticcia che sopravvive su atolli, isole, relitti e aggregati galleggianti di navi.
Alla fine l'ONU mantiene una vasta forza militare nelle zone ancora infette per eliminare gli zombi che giungono dall'oceano o dai ghiacci periodicamente ogni primavera ma il mondo non sarà più lo stesso: oltre ai miliardi di morti e alla scomparsa di intere nazioni l'intero ecosistema planetario è stato compromesso: in pochi anni le riserve energetiche sono state consumate o distrutte, intere specie animali si sono estinte per la caccia indiscriminata degli umani e degli zombi che divoravano qualunque cosa fosse in movimento. Grandi foreste sono state abbattute e bruciate dagli umani per sopravvivere agli inverni e l'uso di armi nucleari ha devastato e inquinato grandi porzioni di terre emerse ma nonostante ciò dalle interviste finali dei vari sopravvissuti trapela un messaggio di speranza per il futuro dell'umanità risorta all'ultimo istante dall'abisso dell'apocalisse zombi.

## Scrittura
Per rendere il romanzo più realistico possibile, nonostante si tratti di narrare la storia immaginaria di una guerra mondiale tra umanità e "morti viventi", Brooks ha sviluppato numerose e approfondite ricerche, per documentarsi e trattare al meglio la realtà sociopolitica e culturale attuale (e quindi calare in essa gli sviluppi di fantasia che vengono raccontati) e per rendere plausibili e convincenti le tattiche di guerriglia militari e le reazioni delle varie popolazioni del mondo. Ha inoltre avuto l'aiuto di molti amici ed esperti in diversi campi per la scrittura e la trattazione dei singoli argomenti, facendo riferimento ad altri libri.

## Temi
Principalmente si possono riconoscere due grandi critiche dell'autore in questo libro: quella verso l'ignavia e ingenuità del popolo americano (ma anche di tanti altri popoli) e poi verso ogni forma di xenofobia. La prima è palese in più parti del libro, soprattutto quando parlando con gli speculatori e i politici americani del periodo pre-bellico viene alla luce quella che secondo l'autore è un grande problema della cultura capitalista americana: il culto del denaro e del possesso (quando lo speculatore responsabile del falso vaccino si vanta di come abbia imbrogliato i creduloni condannando milioni di connazionali alla morte per mano degli zombie) e il credere ciecamente al governo (quando i membri dello staff del presidente accettano consapevolmente il falso vaccino per avere pace dalle ansie dell'opinione pubblica sull'imminente disastro). Altra critica alla cultura materialistica si palesa quando nel libro si parla di come molti americani fossero incapaci di provvedere a sé stessi per via di un benessere monetario e materiale protratto per generazioni all'interno dei territori federali, portando quindi alla creazione di una piccola borghesia di "colletti bianchi" cioè persone esperte solo di lavori di ufficio ma non di lavori più concreti in stile "colletti blu" ovvero ingegneri, carpentieri, costruttori ma anche agricoltori, taglialegna, ecc. Qui entra in scena anche l'anti-xenofobia in quanto in questo immaginario mondo postapocalittico saranno proprio i tanto disprezzati e denigrati immigrati dei paesi più poveri a salvare la situazione, trasmettendo agli americani (attraverso i corsi obbligatori del governo di emergenza) tutte quelle conoscenze pratiche di lavoro manuale e di autosufficienza personale perse nelle generazioni che permetteranno alla nazione di riprendersi e salvarsi dall'apocalisse zombi.
Altra forte critica è rivolta verso ogni forma di potere assoluto e dittatoriale espresso in più punti: la caduta della Federazione Russa dopo vent'anni di democrazia post-sovietica nell'assolutismo religioso e tirannico dei rivoltosi che non si fanno scrupolo a uccidere e opprimere il loro stesso popolo (oltre alla decimazione si parla della politica di ripopolazione forzata del paese a scapito delle poche donne russe fertili rimaste) e a strumentalizzare in modo ipocrita la religione come pretesto di dominio (altro esempio è l'esilio dei preti ortodossi responsabili della rivolta da parte del governo dopo che questi sono divenuti troppo scomodi per i loro fini politici). Altro esempio di critica al potere è la guerra civile cinese scoppiata per la disumanità del governo comunista reo di aver causato più danni dei non morti per via della sua corruzione e della sua incapacità di proteggere il popolo e di attuare una strategia militare efficace. Altro esempio di dittatura comunista è Cuba ma stavolta è il governo stesso ad abbandonare il potere per primo dato che il dittatore capisce che l'arrivo di milioni di profughi europei e statunitensi è l'inevitabile inizio di una nuova era ideologica del paese dato che è impossibile per esercito e polizia politica sopprimere tutti questi nuovi arrivati e le loro ideologie anti dittatoriali.
Ulteriore chiave di critica è data dal racconto dei sopravvissuti giapponesi e della loro riscoperta delle proprie tradizioni culturali e spirituali in contrapposizione alla precedente (ovvero attuale visto che niente nel libro per fortuna è reale) ricerca del benessere economico e materiale (questo particolare esempio si riallaccia parzialmente sia alla critica verso la cultura materialista americana dell'inizio sia alla storia dei russi che a fronte della loro crisi identitaria e religiosa post-comunista finiscono per cadere nelle grinfie di una dittatura di estrema destra).
Per finire ci si riallaccia alla critica del razzismo con la storia tragica di Paul Redeker, ufficiale e scienziato del vecchio regime dell'apartheid in Sudafrica che viene considerato da tutti i suoi contemporanei come un miserabile pazzo senza morale, ma che in realtà era solo una povera anima sensibile costretta dalla barbara società razzista in cui era nato a fingersi un mostro per mantenere un minimo di sanità mentale.

## Riferimenti culturali

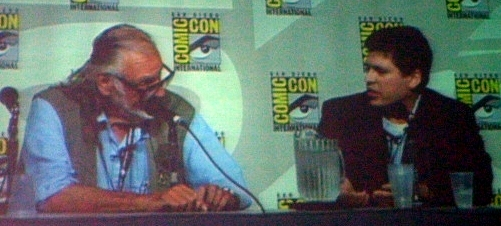
George A. Romero e Brooks al Comic-Con

Intervistato circa i riferimenti culturali usati per la scrittura del libro, Brooks, ha dichiarato d'aver preso ispirazione dal racconto The Good War di Studs Terkel, vincitore del premio Pulitzer nel 1984.
Citando varie influenze prese dalla saga dei morti viventi di George A. Romero, e criticando Il ritorno dei morti viventi di Dan O'Bannon per la sua rappresentazione stupida dei non-morti.

## Adattamento cinematografico
Dal romanzo è stato tratto il film del 2013 World War Z.